# Arsène Wenger
Vous lisez un « bon article » labellisé en 2013.
Pour les articles homonymes, voir Wenger.
Arsène Wenger né le 22 octobre 1949 à Strasbourg, est un footballeur français évoluant au poste de défenseur de 1963 à 1981. Après sa carrière de joueur, il s'est consacré à la fonction d'entraîneur à l'AS Nancy-Lorraine, à l'AS Monaco, à Nagoya Grampus, puis à Arsenal FC où il est resté 22 ans. Le 13 novembre 2019, il est nommé directeur du développement du football mondial à la FIFA.
Sa carrière de joueur amateur puis professionnel s'étale sur près de vingt années, pendant lesquelles il porte les couleurs de cinq clubs alsaciens. En 1963, il joue avec le FC Duttlenheim, club qu'il quitte six ans plus tard pour l'AS Mutzig, club amateur de CFA. Il y reste quatre ans avant de s'engager avec le FC Mulhouse, club où il joue en tant que professionnel tout en gardant une licence amateur. Après 2 saisons, il part jouer pour l'ASPV Strasbourg. En 1978, Wenger est transféré au RC Strasbourg, il y termine sa carrière de joueur. Au cours de cette dernière, Wenger dispute 69 matchs professionnels et remporte cinq compétitions, trois coupes d'Alsace, une division d'honneur et un championnat de France.
En 1981, il obtient son diplôme d'entraîneur et prend les rênes du centre de formation du RC Strasbourg. Deux ans plus tard, l’AS Cannes l'engage comme entraîneur adjoint. Il y reste jusqu'en 1984. À cette date, il rejoint l'AS Nancy-Lorraine. Après trois saisons passées avec Les Chardons, il devient entraîneur de l’AS Monaco. Sa vision du jeu fait recette, le club de la Principauté remporte dès sa première année comme entraîneur le Championnat de France. Malgré une Coupe de France remportée avec le club monégasque en 1991, Arsène Wenger est remercié par Monaco, en 1994, en début de saison. Il rebondit en janvier 1995 au Japon via le Nagoya Grampus. Wenger et son équipe permettent au club japonais de gagner ses deux premiers titres, la Coupe de l'Empereur en novembre, suivie quelques mois plus tard de la Supercoupe du Japon en 1996.
Wenger débarque à Arsenal, en 1996. Deux ans plus tard, il réalise le doublé coupe-championnat. En 2000, il hisse les Gunners jusqu'en finale de la Coupe UEFA contre Galatasaray à Copenhague et en 2001 de la Coupe d'Angleterre contre Liverpool au Millenium Stadium de Cardiff. Puis un an plus tard, il réédite le doublé coupe-championnat. Puis, l'année suivante, les hommes de Wenger conservent leur titre en coupe d'Angleterre. Lors de la saison 2003-2004, il remporte pour la troisième fois la Premier League. Sous la direction de Wenger, en 2006, Arsenal participe pour la première fois à une finale de Ligue des champions. Le 20 avril 2018, il annonce sur le site officiel du club, qu'il quittera Arsenal à l'issue de la saison et dispute sa dernière rencontre à la tête des Gunners à Huddersfield Town le 13 mai 2018.
Il occupe dorénavant le poste de directeur du développement du football mondial à la FIFA.
Le 28 juillet 2023 Arsenal dévoile une nouvelle statue de lui devant l’Emirates Stadium.

## Biographie

### Jeunesse et carrière de joueur (1949-1981)

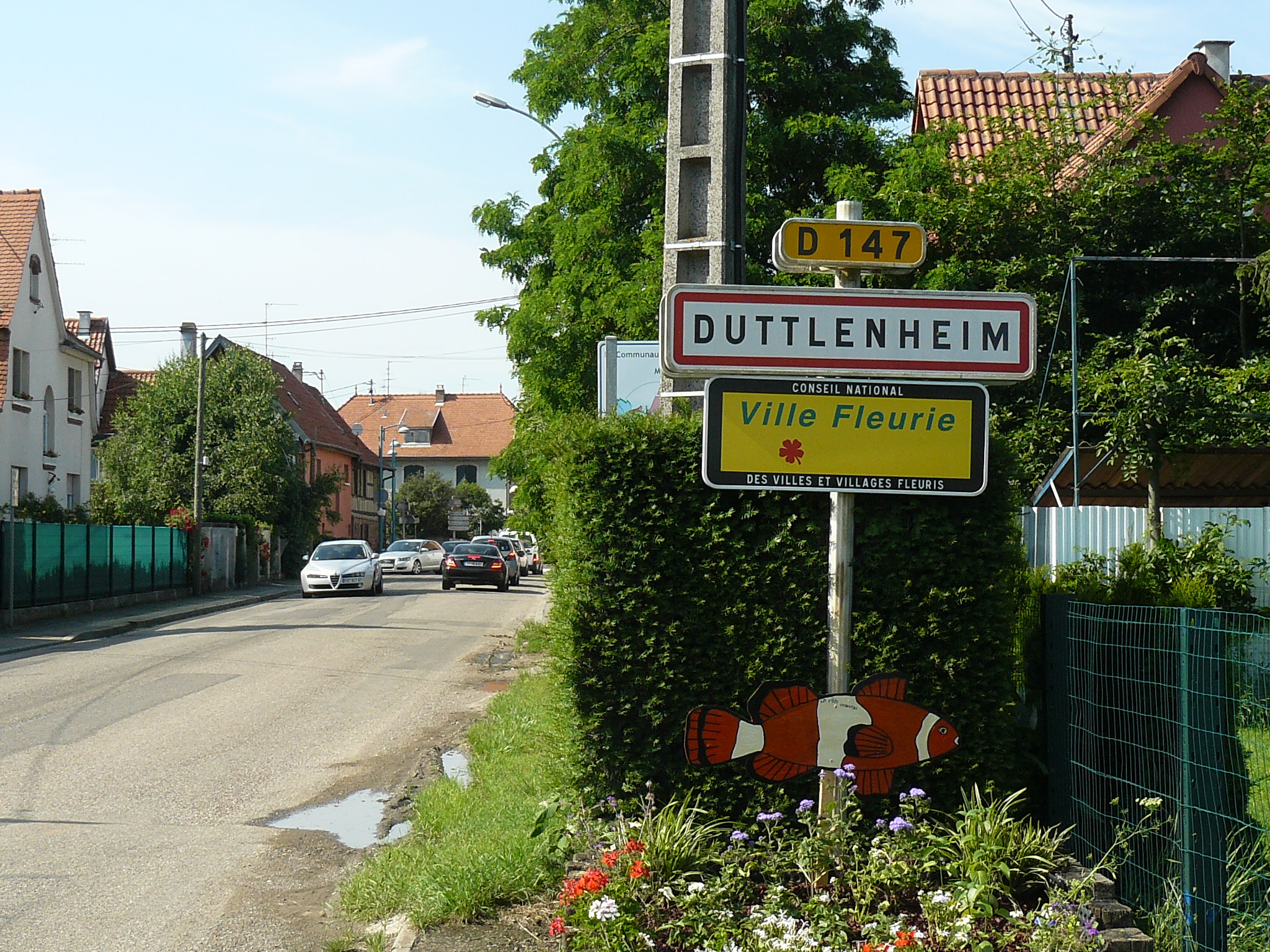
Natif de Strasbourg, Wenger passe sa jeunesse dans le village de Duttlenheim.

Arsène Wenger naît le 22 octobre 1949 à Strasbourg d'Alphonse Wenger et de Louise Metz, parents établis à Duttlenheim en Alsace depuis de nombreuses générations. Il a un frère et une sœur aînée. Il passe son enfance à Duttlenheim, un village alors de 1 400 habitants situé à une vingtaine de kilomètres de Strasbourg. La famille Wenger habite rue du Général de Gaulle, ses parents tiennent dans cette même rue un bistrot nommé La Croix d'Or. Son père dirige en parallèle un autre commerce qui vend des pièces détachées pour automobiles à Strasbourg.

Arsène Wenger considère son enfance « comme [celle de quelqu'un] élevé dans un kibboutz » car tout le monde prenait soin des enfants dans son village. En 2009, lors de la réunion de l'association des managers de la Ligue anglaise, il déclare : 

« Il n'y a pas de meilleure éducation que de grandir dans un bistrot. Quand on a cinq ou six ans, vous rencontrez toutes sortes de personnes et vous entendez combien cruels ils peuvent être les uns avec les autres. Ce n'est pas courant qu'un garçon de cinq ou six ans vive toujours avec des adultes dans un petit village. J'ai appris question tactique et sélection de ces gens qui venaient dans le bistrot et qui parlaient tout le temps football, de qui devait jouer sur l'aile gauche et de qui devait être dans l'équipe. »

— Arsène Wenger
 Enfant, après l'école, Wenger, étant un féru de football, passe ses journées à y jouer ou à regarder des matchs dans le bistro de ses parents, qui était le lieu de rendez-vous du FC Duttlenheim, entraîné alors par son père. Selon celui-ci, Arsène commence le football vers l'âge de six ans. Peu de temps après, il participe à des rencontres en Allemagne, où il a une affection pour le Borussia Mönchengladbach.

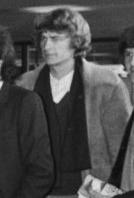
Arsène Wenger en 1980, à l'aéroport de Schiphol avant d'affronter l'Ajax Amsterdam en Coupe des clubs champions.

Étant donné que la population de Duttlenheim était en manque de joueurs, il était difficile de former une équipe d'une même tranche d'âge. Wenger ne put donc intégrer le club de son enfance qu'en 1963. C'est dans le club de Mutzig, que Wenger entame sa carrière de joueur de football. Il est repéré par Max Hild, alors l'entraîneur, lors d'un match à Obernai face au FC Duttlenheim, comptant pour le Challenge Marcel Laugel (Espoirs). En quittant son club de toujours, Wenger passe de la D2 départementale au CFA. Au début, il a du mal à s'adapter à sa nouvelle situation. Lors de son premier match contre l'ASM Belfort, il est tendu et nerveux, mais après un mois de travail et de matches, il s'impose en tant que milieu de terrain.
Rapidement, il intègre l'équipe de France universitaire, où il côtoie Jean-Luc Arribart, grâce à Jean Dufour qui le sélectionne à la suite d'un match de présélection à l'INSEP. Son premier match a lieu le 15 avril 1973, à Abidjan, dans la moiteur du Stade Félix-Houphouët-Boigny. Il connaît par la suite quatorze autres sélections, entre 1973 et 1976. En 1973, il rejoint le FC Mulhouse, alors entraîné par Paul Frantz. Avec ce transfert, il entreprend ses premiers matchs professionnels tout en conservant une licence amateur, et fait des études à la Faculté des sciences économiques et de gestion à l'Université de Strasbourg. En 1974, il obtient son diplôme, en ayant une licence en sciences économiques. Dans ses études, Wenger prend conscience de l'importance et de l'utilité de parler l'anglais, il s'inscrit donc à l'université de Cambridge pendant trois semaines. Après deux saisons passées avec le FCM, au cours desquelles, il participe à 56 rencontres, en division 2 pour un total de 4 buts, il rejoint l'ASVP Strasbourg, sur la demande de son ancien entraîneur à l'AS Mutzig, Max Hild dans le but de combler les lacunes au milieu de terrain. Ce club se trouvait alors en 5e division, au départ de Wenger, trois ans plus tard, les Pierrots ont intégré la 3e division et ont remporté une coupe d'Alsace et terminé premier de division d'honneur.

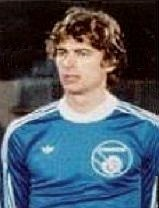
Arsène Wenger en 1979.

Son dernier club est le RC Strasbourg qu'il rejoint en 1978. Max Hild, directeur du centre de formation, fait de nouveau appel à lui car selon Hild, il manquait un stabilisateur au milieu de terrain et il cherchait aussi quelqu'un pour encadrer les stagiaires de l'équipe réserve,, en étant leur capitaine. Gilbert Gress, alors entraîneur de l'équipe première du Racing, le sélectionne pour la rencontre comptant pour la 22e journée contre l'AS Monaco, cette rencontre marque sa première apparition en Division 1. Cinq jours plus tard, il joue son premier match d'une compétition européenne en étant titulaire, lors d'un match de la Coupe UEFA. Il joue quatre jours plus tard, son dernier match de la saison, au cours duquel il est remplacé par Joël Tanter. À la fin de la saison, les Strasbourgeois sont sacrés champions de France tandis que l'équipe réserve et Arsène remportent la coupe d'Alsace. Au cours de sa deuxième saison, Wenger ne joue qu'un match, celui contre le Nîmes Olympique, cependant il est titulaire avec la réserve et remporte le Groupe Est en D3, avant de perdre la finale aller-retour face à la réserve de l'AS Saint-Étienne. Pour sa troisième et dernière saison comme joueur, il dispute 8 matchs, en division 1, dont 7 comme titulaire, et joue son premier et dernier match en coupe de France.

### Carrière d'entraîneur (1981-2018)

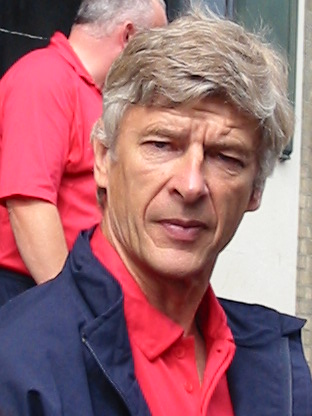
Arsène Wenger.

Selon Max Hild, Wenger ne voulait pas faire du football son métier, c'est pour cela qu'il a toujours été sous une licence amateur. Il devait prendre la succession du bar de ses parents, La Croix d'Or, mais Hild l'incite à passer son diplôme d'entraîneur, après avoir trouvé un accord avec son père concernant la succession du restaurant familial. La première équipe qu'il dirige est le centre de formation du RC Strasbourg, mais il ne faisait que remplacer Hild durant ces déplacements pour le recrutement des professionnels. En 1983, il fait un bref passage avec l'AS Cannes en tant qu'entraîneur adjoint de Jean-Marc Guillou, le club était alors en seconde division dans le groupe A. Les Cannois terminent à la fin de la saison 6e avec au total 40 points, soit à 16 points du premier l'Olympique de Marseille.

#### Entraîneur à Nancy et à Monaco (1984-1994)
Sa première véritable expérience d'entraîneur est à l'AS Nancy-Lorraine, en 1984, où Aldo Platini (père de Michel Platini) alors directeur sportif des Nancéiens, le fait venir, à la suite de la démission d'Hervé Collot, en lui faisant signer un contrat de 3 ans. Son premier match officiel sur le banc des Chardons se joue le 17 août 1984 face au Paris Saint-Germain. Cette rencontre est remportée 4 buts à 2 par les hommes de Wenger. À la fin de la saison, l'ASNL occupe la 12e place, soit trois places au-dessus du classement de la saison précédente. Parallèlement, en Coupe de France, les Nancéiens sont éliminés par le Paris Saint-Germain, en huitième de finale, après une victoire 1-0 à l'aller et une défaite 0-4 au retour,. Cependant, pour le compte de sa deuxième saison à la tête de Nancy, Wenger et son équipe terminent à la 18e place et disputent donc les barrages contre le FC Mulhouse,. Les Chardons gagnent le match aller 3-0 et s'inclinent au retour sur le score de 2-0. Nancy reste donc, de justesse, en première division. En Coupe de France, les hommes de Wenger sont éliminés dès leur entrée en lice par le RC Strasbourg. Pour sa troisième saison, comme entraîneur de l'ASNL, il annonce, dès le début, qu'il démissionnera à la fin du championnat pour rejoindre l'AS Monaco. En division 1, les Nancéiens finissent à la 19e place et sont directement relégués en division 2. En Coupe de France, ils sont de nouveau éliminés par le Paris Saint-Germain, comme en 1986, cette fois-ci en seizième de finale. À la suite de ces mauvais résultats, Arsène Wenger quitte les Chardons, comme il l'avait dit auparavant.
À son arrivée dans le club de la Principauté, huit joueurs partent mais cinq joueurs sont recrutés, dont le milieu de terrain anglais Glenn Hoddle, venu libre en provenance de Tottenham Hotspur, le défenseur français Patrick Battiston, en fin de contrat avec les Girondins de Bordeaux, et Mark Hateley, transféré de l'AC Milan (il fut encouragé à rejoindre le Rocher à la suite du transfert de son compatriote et partenaire en sélection nationale) ainsi que les Français Fabrice Mège et Rémy Vogel, tous deux venus du RC Strasbourg. Sa première rencontre à la tête de l'ASM se dispute à domicile face à l'Olympique de Marseille, le 18 juillet 1987, match remporté 3-1. Grâce à leur 4-4-2 en losange, les hommes de Wenger sont sacrés champions d'automne. Lors de la deuxième partie de la saison, les Monégasques vont se contenter de gérer leur avance et remportent le championnat de division 1. Wenger remporte ainsi son premier titre en tant qu'entraîneur, en devançant les Girondins de Bordeaux. Par contre, en Coupe de France, leur parcours s'arrête en seizième de finale, après une défaite face à l'OGC Nice.
Lors de la deuxième saison de Monaco sous la houlette de Wenger, l'équipe est renforcée par quatre arrivées, dont celle de l'attaquant libérien George Weah, mais est affaiblie par quatre départs. À la trêve hivernale, le club est 5e, mais termine sur la dernière marche du podium à la fin du championnat, malgré un meilleur rendement offensif que pendant la dernière édition, grâce notamment à George Weah et Glenn Hoddle, qui cumulent à eux deux 32 réalisations. Durant cette saison, Wenger joue sa première Coupe des Clubs champions. Son parcours en Coupe de France est un succès puisqu'il atteint la finale mais la perd contre les Marseillais qui font le doublé Coupe-Championnat. Au cours de cette saison, l'AS Monaco et l'Olympique de Marseille, vont tisser une rivalité.
De 1990 à 1993, le championnat de France et Monaco vont subir la domination de l'OM qui remporte 4 nouveaux titres de champion de France (dont un qui lui sera retiré à la suite de l'affaire VA-OM). Les hommes de Wenger vont d'abord finir troisième en 1990 avant d'être le dauphin de l'OM pendant deux saisons, jusqu'en 1993 où il termine de nouveau troisième,,,. Durant les saisons de 1989 à 1993, l'ASM, mené par Wenger, atteint les demi-finales de la Coupe des coupes puis l'année suivante remporte la Coupe de France au détriment de l'OM,. En 1992, il accède à la finale de la Coupe de France, mais celle-ci n'eut pas lieu en raison de la catastrophe de Furiani lors de la demi-finale Bastia-OM, et parvint, la même année, en finale de la Coupe des coupes, rencontre perdue 2-0 face au Werder de Brême. En 1993, Wenger et son équipe sont éliminés en Coupe de France en huitième de finale. La saison suivante, Wenger termine, pour la première fois depuis son arrivée, en dehors du podium. Mais les Monégasques sauvent l'honneur en n'étant évincés de la ligue des champions qu'en demi-finale, par le Milan AC, futur vainqueur.
En 1994, le Bayern Munich tente d'enrôler Arsène Wenger. Monaco et Wenger refusent cette proposition. Mais à la suite d'un très mauvais début de saison, Wenger est démis de ses fonctions par le président du club, Jean-Louis Campora.

#### Rebond au Japon (1994-1996)
En janvier 1995, il rebondit au Nagoya Grampus, un club qui arpente les fins fonds de la J. League,. Dès son arrivée, il engage un nouvel entraîneur adjoint, Boro Primorac, l'entraîneur du Valenciennes FC avec qui il s'était lié d'amitié en 1993. Durant le mercato hivernal, il va recruter trois joueurs avec une expérience conséquente, les Français Franck Durix et Gérald Passi, venus respectivement de l'AS Cannes et de l'AS Saint-Étienne, et recrute aussi le Japonais Tetsuya Asano, transféré de l'Urawa Red Diamonds. Son premier match à la tête du Nagoya, se joue le 18 mars 1995 à l'occasion du championnat japonais, ce match se clôt par une défaite 3-1 face au Gamba Osaka. Le championnat du Japon se jouait en deux phases, la Suntory tour et la Nicos tour, à la première phase il termine quatrième tandis qu'a la deuxième phase il termine deuxième,. Parallèlement, le Nagoya de Wenger remporte la coupe du Japon après une victoire 3-0, face au Sanfrecce Hiroshima. À l'issue de la saison, Wenger est élu meilleur entraîneur de la J. League.
Après sa première saison réussie, basée sur un mélange de joueurs d'expérience et de jeunes pousses, sa deuxième saison, aux rênes du club japonais, est celle de la confirmation, il remporte la supercoupe du Japon au détriment du Yokohama F·Marinos. Il quitte en cours de saison le Nagoya Grampus, qui terminera vice-champion du Japon.

#### Entraîneur à Arsenal (1996-2018)

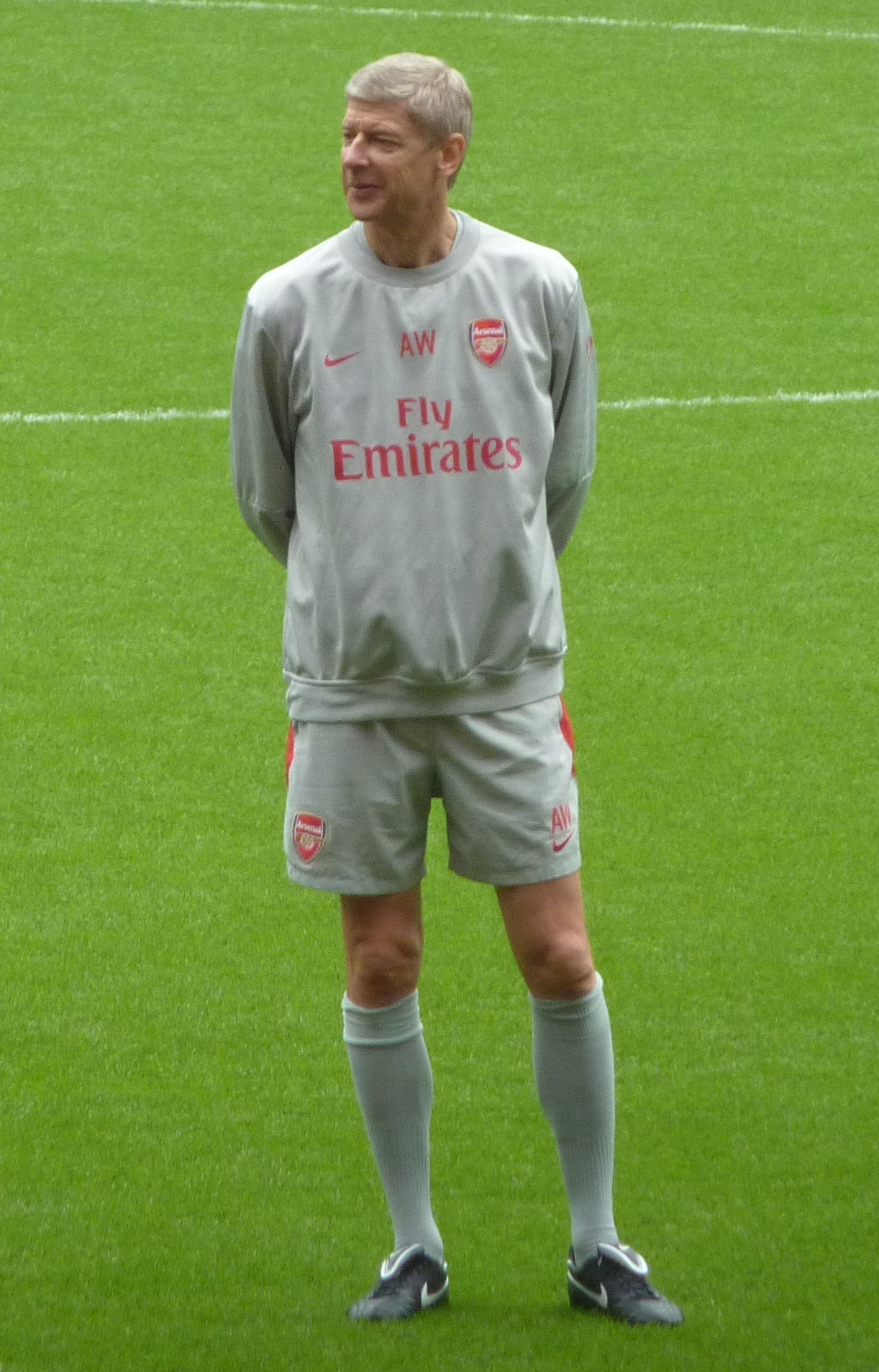
Arsène Wenger à l'entraînement à Arsenal en août 2009.

En août 1996, Bruce Rioch quitte Arsenal. Ce dernier est remplacé par deux entraîneurs intérimaires, respectivement Stewart Houston et Pat Rice. Le 30 septembre 1996, Peter Hill-Wood, président des Gunners, nomme Arsène Wenger à la tête du club londonien, poste qu'il accepte officiellement le lendemain. Wenger devient ainsi le 18e entraîneur de l'histoire d'Arsenal (hors intérimaires) et le premier non britannique Étant relativement inconnu du football anglais, à son arrivée, l'Evening Standard publie un article avec comme titre « Arsene Who? ».
 Son premier match sur le banc des Gunners, est un succès 2-0 face à Blackburn à l'extérieur, le 12 octobre 1996. À la fin de la saison, les hommes de Wenger terminent à la troisième place du championnat anglais derrière Newcastle et manquent ainsi une qualification pour la Ligue des champions. Pour sa deuxième saison aux rênes d'Arsenal, les Gunners réalisent le doublé coupe-championnat, pour la deuxième fois de leur histoire. Ce succès fut basé sur une défense vigoureuse, montée par l'ancien entraîneur George Graham, composé de Tony Adams, Steve Bould, Nigel Winterburn, Lee Dixon et Martin Keown. Cette défense réalise une série de huit matchs sans encaisser le moindre but, entre janvier et mars 1998. Concernant l'attaque, Dennis Bergkamp est considéré par Wenger comme le « catalyseur » de l'équipe.
Les saisons suivantes sont marquées par des échecs malgré un trophée gagné en Community Shield, à l'été 1998. En 1998-1999, le club ne parvient pas à conserver son titre de champion d'Angleterre et finit deuxième derrière Manchester United. Ce dernier élimine l'équipe de Wenger, la même année, en demi-finale de la Coupe d'Angleterre. Pour compenser cette saison pauvre en trophées, les Gunners remportent, en août 1999, la Community Shield. Un an plus tard, Arsenal perd en finale de la Coupe UEFA contre Galatasaray, à la suite d'une séance de tirs au but. En 2001, Wenger et Arsenal perdent en finale de la Coupe d'Angleterre, face à Liverpool, avant de terminer de nouveau sur la seconde marche du podium en championnat. Pendant cette sécheresse de trophées des Gunners, des joueurs cadres comme Overmars et Petit rejoignent le FC Barcelone. En cours de saison, Wenger, après avoir refusé une prolongation, va demander une libération de son contrat d'entraîneur dans la perspective d’entraîner le Barça, à la fin de la saison, à la suite de la demande du président Blaugrana, Joan Gaspart. Au lieu de cela, le 6 décembre 2001, après des fausses annonces, disant qu'il n'allait pas reconduire son contrat, il prolonge son bail avec Arsenal, jusqu'en 2005. De 1998 à 2001, il recrute des joueurs comme Giovanni van Bronckhorst, Fredrik Ljungberg, Thierry Henry, Robert Pirès, et Sol Campbell afin de mettre en place son équipe première,, Campbell fait l'objet d'une polémique sur son transfert de Tottenham à Arsenal,,,,.
La saison 2001-2002 marque le renouveau : les Gunners réalisent pour la deuxième fois le doublé coupe-championnat, grâce à une attaque composé de Wiltord et Henry qui à eux deux réalisent un total de 34 buts en championnat. En Coupe d'Angleterre, les hommes de Wenger battent Chelsea et remportent ainsi leur 5e titre depuis l'arrivée de Wenger. Les Gunners vont pendant ce championnat être les premiers à marquer pendant tous leurs matchs, et aussi les premiers à remporter tous leurs matchs à l'extérieur. Entre 2002 et 2003 les Gunners vont subir leur première défaite depuis plus de dix mois, devant Everton, et vont perdre la Premier League au profit de Manchester United. Cependant les hommes de Wenger remportent la Coupe d'Angleterre.

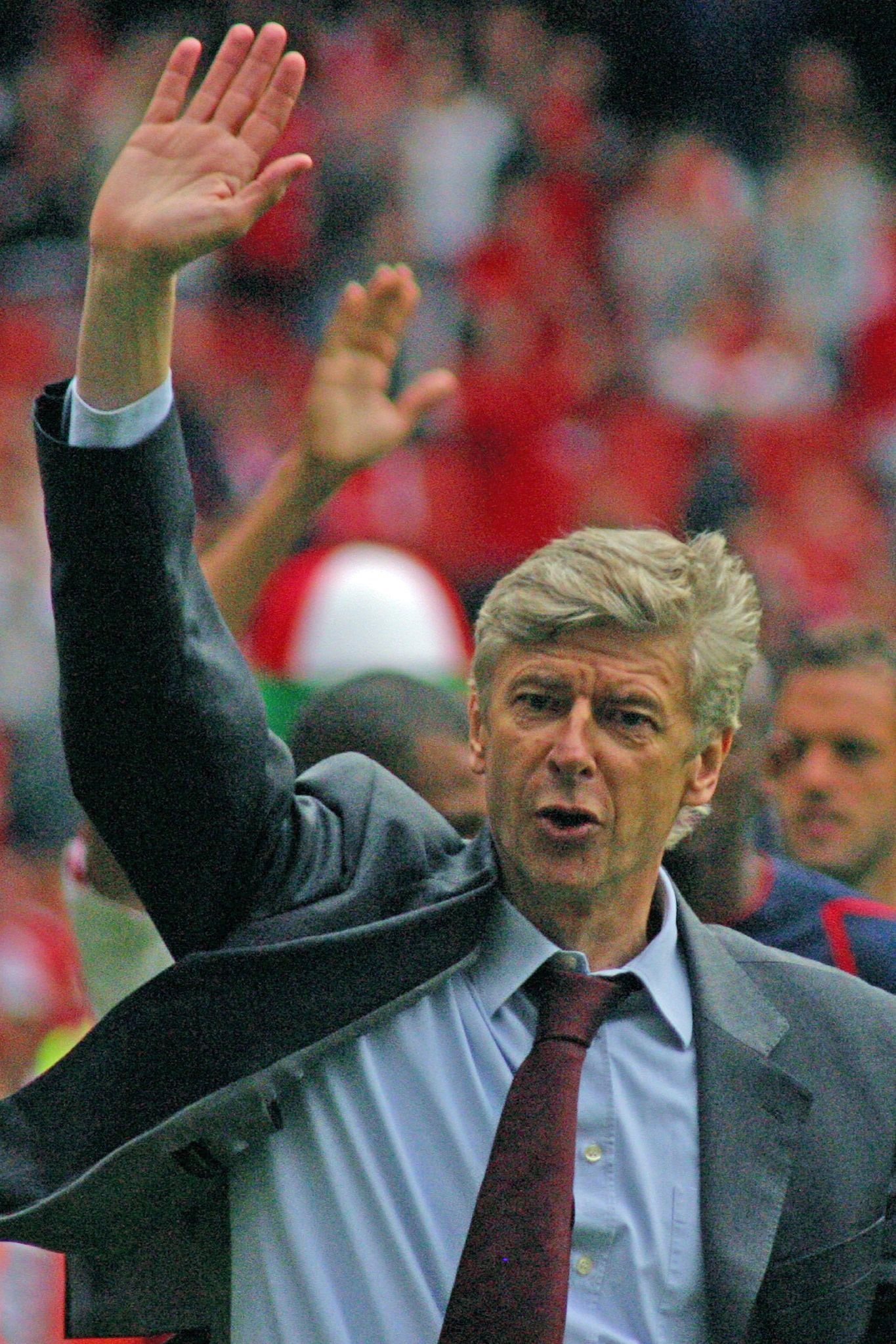
Arsène Wenger saluant les spectateurs à la suite du match Arsenal-Chelsea, le 6 mai 2007.

Lors de la saison 2003-2004, Arsenal remporte la Premier League, sans la moindre défaite, performance qui n'avait été réalisée que 115 ans auparavant par Preston North End. L'invincibilité d'Arsenal de 49 matchs en Premier League est stoppée par une défaite 2-0 contre Manchester United, le 24 octobre 2004. L'année suivante, les Gunners terminent deuxième du championnat derrière Chelsea. Avant de remporter une nouvelle fois la Coupe d'Angleterre. Les années suivantes sont relativement moins prospères. En 2005-2006 et 2006-2007, pour la première fois depuis la prise de fonction de Wenger à Arsenal, les Gunners terminent en dehors du podium,. Malgré cela, le club londonien atteint tout de même sa première finale de ligue des champions, qu'il perd contre le FC Barcelone. À l'été 2006, Arsenal déménage à l'Emirates Stadium et quitte ainsi le stade de Highbury. En Coupe de la Ligue, Wenger met en place tout au long de la compétition une équipe de jeunes qui est battue face à Chelsea en finale. Avant la saison 2007-2008, la démission du vice-président d'Arsenal David Dein alimente la rumeur du départ d'Arsène Wenger en raison du fort attachement des deux hommes mais l'Alsacien prolonge finalement en septembre, son bail avec Arsenal jusqu'en 2011. « Mon cœur est lié à Arsenal et j'ai toujours eu l'intention de signer un nouveau contrat. ». En cours de saison, les Gunners deviennent la première équipe à atteindre un total de 60 points en février, pour autant les hommes de Wenger finissent à la troisième place à la fin de la saison.
Pour sa treizième saison à la tête d'Arsenal, Wenger connaît un début de saison agité. Cesc Fàbregas succède à William Gallas au capitanat car ce dernier a ouvertement critiqué ses jeunes partenaires (« Ils doivent montrer plus de courage au combat. »),. À la fin de ce championnat, Arsenal occupe tout de même la quatrième place. En 2009-2010 Wenger clôture sa saison avec une troisième place en championnat et un quart de finale de ligue des champions contre Barcelone. Lors de cette rencontre Wenger fut impressionné par la performance de Lionel Messi et ira même le comparer à un joueur de Playstation.

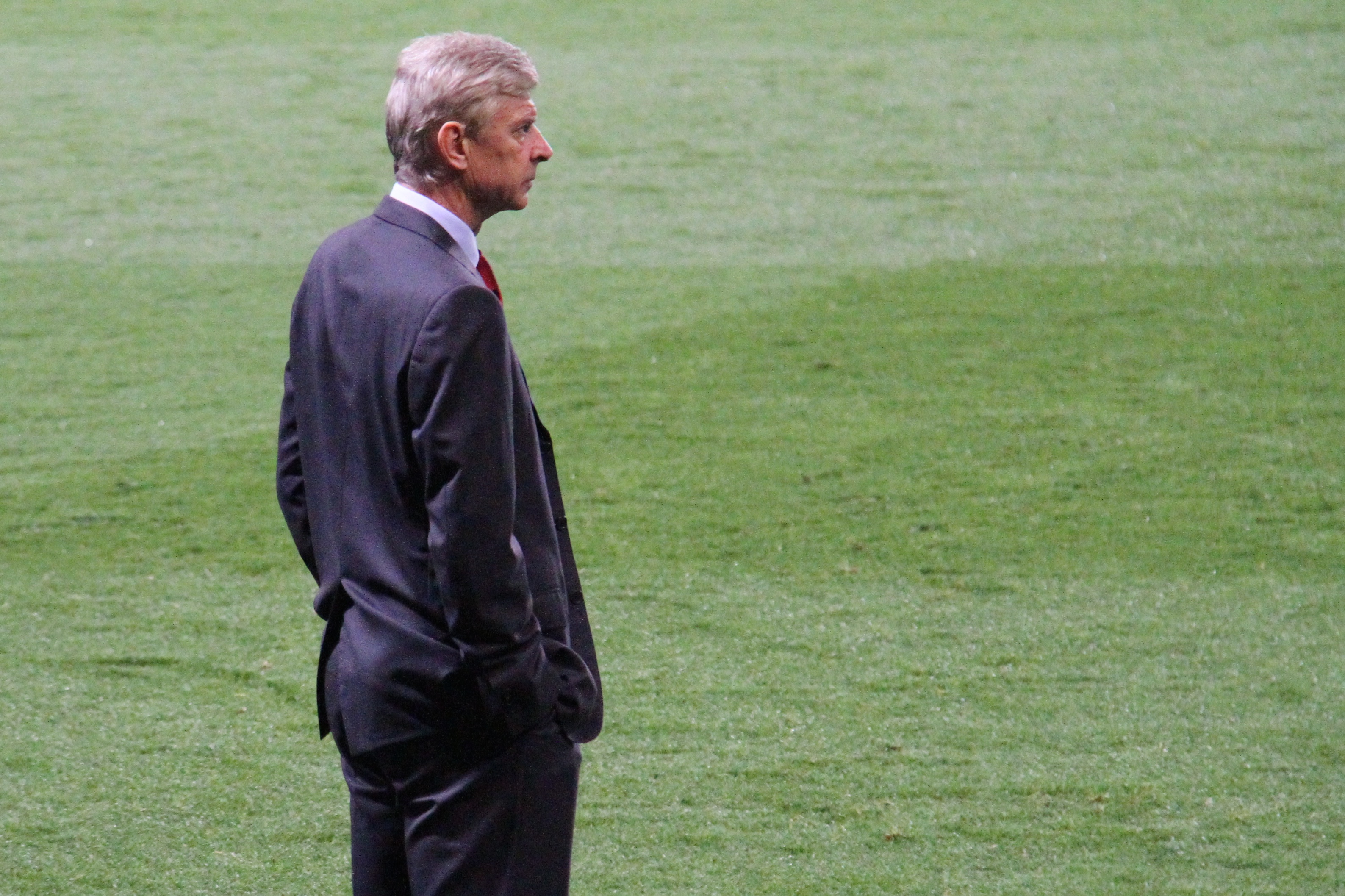
Arsène Wenger debout sur la ligne de touche de l'Emirates Stadium, lors d'un match d'Arsenal (novembre 2014).

En août 2010, Wenger prolonge son contrat avec les Gunners jusqu'en 2014. À l'hiver 2011, Wenger perd pour la deuxième fois une finale de la Coupe de la Ligue anglaise de football 2010-2011 depuis qu'il entraîne Arsenal. Trois mois plus tard, il achève sa saison en occupant la quatrième place du championnat.
Durant la saison 2011-2012, Arsenal va connaître une défaite lors de laquelle les Gunners encaissent 8 buts, face à Manchester United, une première depuis 1896. À la suite de ce match, Sir Alex Ferguson défend Wenger, alors critiqué de toutes parts, en déclarant : « C'est vraiment injuste de le critiquer. Il faut garder en mémoire tout ce qu'il a fait pour Arsenal ». Quelques mois plus tard, Arsenal est l'auteur de son pire début de saison depuis 58 ans, avec au compteur quatre défaites sur sept matchs. Cependant, les Gunners réagissent et terminent troisième à l'issue de la dernière journée, et s'assurent ainsi de disputer une quinzième ligue des champions consécutive. En 2013, son poste est remis en cause par certains supporters d'Arsenal à cause d'une pénurie de trophées depuis 2005. Pendant cette période, un supporter va coller un sticker sur la statue de Thierry Henry, avec marqué dessus « Enough is enough. Wenger out! ». Entretemps, les médias britanniques lancent une rumeur disant que Wenger allait démissionner, ce qu'il dément formellement lors d'une conférence de presse. « Jamais je n'y ai pensé. Pas une seule seconde ».

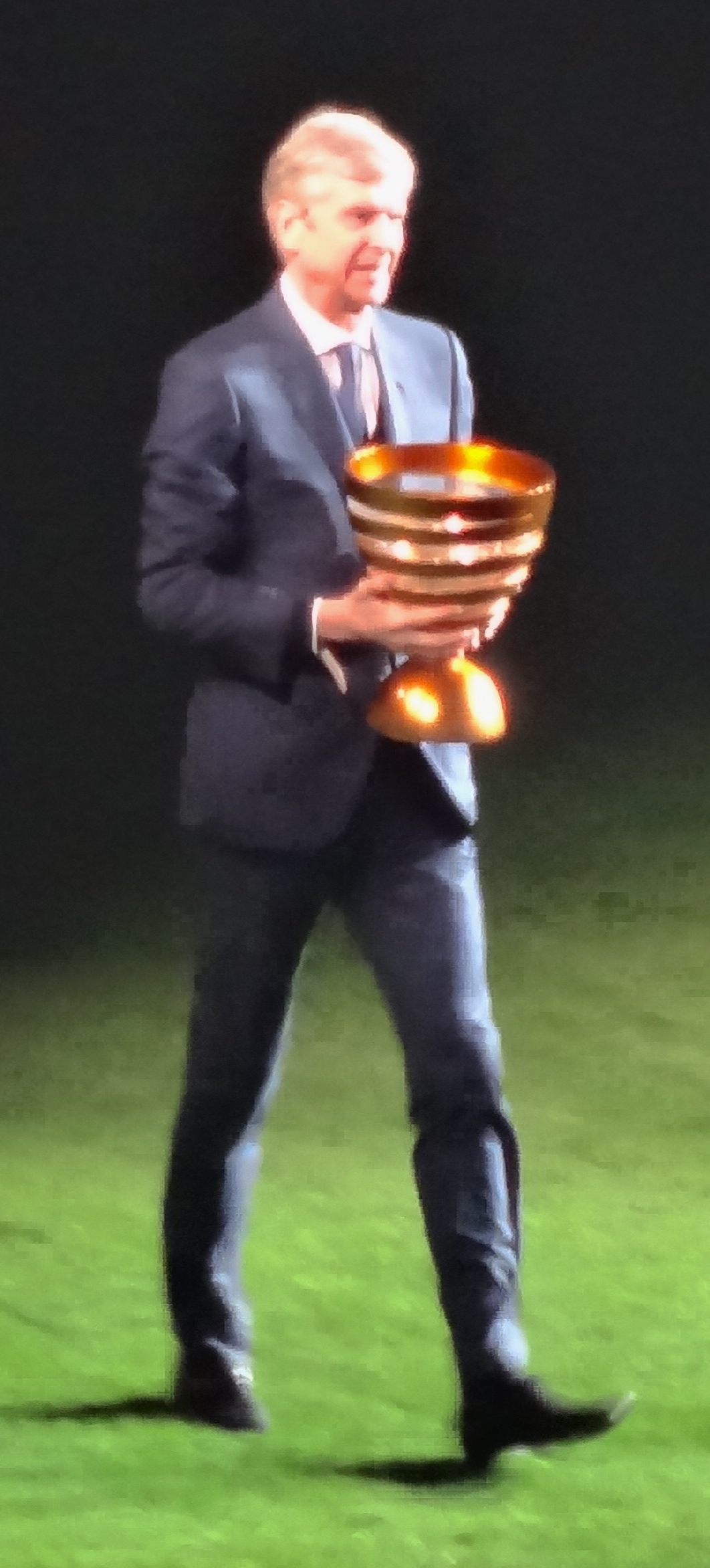
Arsène Wenger apportant la Coupe de la Ligue en 2019.

À l'occasion de son millième match à la tête des Gunners, le 22 mars 2014, Wenger voit son équipe perdre sèchement sur le score de 6-0 contre le Chelsea de José Mourinho. La saison 2013-2014 s'achève par la finale de la Cup, le 17 mai. Malgré une mauvaise entame de match (0-2 après 7 minutes de jeu), Arsenal et Arsène Wenger renversent la vapeur en battant Hull City 3-2 après prolongations. Les Gunners mettent fin à une longue disette de 9 ans sans trophée. La saison suivante, éliminé par Monaco en Ligue des Champions, Arsenal remporte de nouveau la FA Cup sur le score de 4-0 face à Aston Villa. Ce titre permet à Arsène Wenger d'égaliser le record de George Ramsay : en effet, il remporte donc sa sixième FA cup comme ce dernier. À la rentrée 2015, il remporte pour la deuxième année consécutive le Community Shield contre le champion en titre, Chelsea. Ce match est surtout marqué par la première victoire de Wenger contre son rival José Mourinho après quatorze confrontations. Longtemps en course pour le titre de champion d'Angleterre 2015-16, Arsenal laisse s'échapper Leicester à la sortie de l'hiver. Les Foxes sont ensuite sacrés en mai avec pour dauphin Arsenal. La saison suivante est encore plus ratée pour Arsenal. Wenger et les siens sont éliminés pour la septième fois consécutive en huitième de finale de Ligue des champions, humiliés par le Bayern Munich (10-2 au cumul des deux matches). De plus, le club londonien ne parvient pas à se qualifier en Ligue des champions, une première depuis 20 ans, finissant 5e au classement. Devant ces résultats, la colère des fans, partisans du « Wenger out », est à son paroxysme. Ils réclament du renouvellement sachant que l'entraîneur français est en fin de contrat au terme de la saison 2016-17. Malgré le recrutement de joueurs majeurs avec Mesut Özil (2013), Alexis Sánchez (2014), Petr Cech (2015) ou encore Granit Xhaka (2016), les Gunners ne sont pas parvenus à remporter le championnat ni retrouver leur stature européenne d'antan.
Wenger a été l'entraîneur d'Arsenal de 1996 à 2018, ce qui constitue un record de longévité sur le banc des Gunners. Il est aussi l'entraîneur ayant la plus grande longévité dans la Premier League actuelle. Le 20 avril 2018, il annonce son départ du club à l'issue de la saison 2017-2018. Le 3 mai 2018, il est éliminé de la Ligue Europa en demi-finale face à l'Atletico Madrid, son dernier match européen sur le banc d'Arsenal.
Le 13 mai 2018, il effectue son dernier match sur le banc d'Arsenal face à Huddersfield Town, au John Smith's Stadium, qui se soldera par une victoire 1-0.

### Directeur du développement du football mondial à la FIFA (depuis 2019)
Le 13 novembre 2019, Wenger est nommé directeur du développement du football mondial à la Fédération internationale de football association (FIFA). Le président de la FIFA, Gianni Infantino, déclare à ce titre que « les formidables connaissances et la passion d’Arsène Wenger pour les différents aspects de notre sport en font l’une des personnalités les plus respectées du football mondial ». Wenger succède à ce poste à Marco van Basten et déclare : « j'ai vraiment hâte de relever ce défi extrêmement important, non seulement parce que j’ai toujours été intéressé par l’analyse du football dans une perspective plus large, mais également parce que la mission de la FIFA, en tant qu’instance dirigeante du football, est véritablement mondiale »

## Approche et philosophie

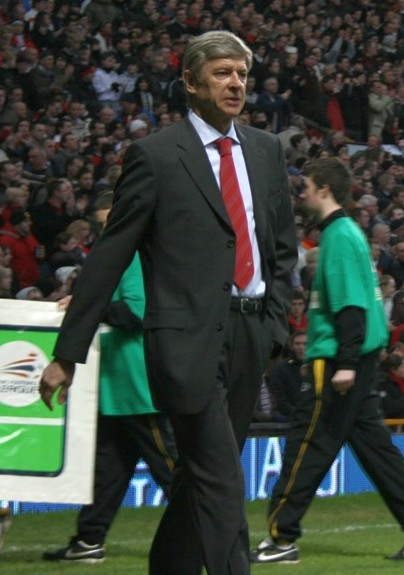
Arsène Wenger en 2008.

Le surnom Le Professeur est utilisé par les supporters et les médias britanniques afin de refléter l'attitude studieuse d'Arsène Wenger.
Wenger est décrit par la BBC Sport comme un entraîneur « avec le désir de divertir et d'attaquer », et par le Daily Mail comme « un puriste, qui se consacre à l'individu et aux techniques collectives ». Selon Jacques Crevoisier, un ami et un ancien collaborateur, il a « une vision idyllique du sport où il faut bien jouer pour gagner » ce qui, d'après son ancien joueur Mickaël Silvestre, le force à ne s'occuper que de son équipe en prenant « très peu en compte l'adversaire ».
Le Times note que, depuis la saison 2003-2004, Wenger base son jeu sur une mentalité offensive. Pendant un certain nombre d'années Wenger emploie une formation en 4-4-2. Lors de la Ligue des champions 2005-2006, il applique un 4-5-1, avec un attaquant de pointe et un milieu composé de cinq joueurs pour assurer la défense. À partir de la saison 2009-10, Wenger instaure un 4-3-3, qui va faire de Cesc Fàbregas le meneur de jeu et le capitaine aux côtés de ses deux ailiers. L'équipe est cependant critiquée par le journaliste Jeff Powell pour qui les Gunners manquent de « toucher tueur », par le footballeur Michael Ballack pour être unidimensionnel.
Wenger est aussi connu pour repérer les talents. À l'AS Monaco, il repère l'attaquant libérien George Weah, qui est récompensé quelques années plus tard par le Ballon d'or africain (3 fois) et par le Ballon d'or. Il déniche même les futurs champions du monde 98, Youri Djorkaeff, Thierry Henry et David Trezeguet. Le Nigérian Victor Ikpeba fait aussi partie de ces joueurs. En 1997, celui-ci est élu meilleur joueur africain de l'année. De même à Arsenal où il permet l'éclosion à haut niveau de plusieurs joueurs comme Patrick Vieira, Fabregas, Kolo Touré, Robin van Persie ou encore Theo Walcott,.
Le président de l'UEFA Michel Platini a ouvertement critiqué sa politique d'achats, en disant : « En France, en Italie, en Espagne, il est facile d'acheter des joueurs à 14, 15, 16 ans. Je n'aime pas ça. Si tous les grands clubs font de même, c'en est fini du football en Europe. ».
Durant le marché des transferts, Wenger préfère investir sur des joueurs à bas prix au lieu d'acheter cher. Le transfert d'Anelka du Paris Saint-Germain à Arsenal coûta 5 millions de francs, il fut vendu deux ans plus tard, au Real Madrid, pour la somme astronomique de 220 millions de francs. Ce transfert permit à Arsenal de financer son nouveau centre de formation à Shenley. La défense d'Arsenal, qui a établi un nouveau record en 2006 en réalisant 10 matchs consécutifs sans encaisser le moindre but en Ligue des Champions, a coûté seulement 6 millions de livres.

### Afflux d'étrangers
À Arsenal, Wenger est l'objet de critiques, lui reprochant d'aligner de nombreux joueurs étrangers. Par exemple, lors d'un match de championnat contre Crystal Palace, le 14 février 2005, en raison de l'indisponibilité des défenseurs Ashley Cole et Sol Campbell, Wenger présente une équipe de 16 joueurs étrangers, une première dans l'histoire du club. Cette équipe entraîne la réaction de Gordon Taylor, le président de PFA, l'association anglaise des footballeurs professionnels, qui déclare que l'afflux d'étrangers est inquiétant pour le football anglais. En mars 2006, Alan Pardew, alors entraîneur de West Ham, indique que les succès d'Arsenal en ligue des Champions ne sont « pas nécessairement un triomphe pour le football britannique ». Concernant la question de la nationalité, Wenger considère cela comme non pertinent et dit : « Quand vous représentez un club, il s'agit des valeurs et des qualités, et non pas les passeports ».
Comme de nombreuses personnes, Trevor Brooking, directeur du développement du football à la fédération anglaise, défend l'avis de Wenger. Il déclare que le manque de joueurs anglais dans « l'un des clubs les plus titrés d'Angleterre » est dû à un talent limité des joueurs anglais, une opinion partagée par Craig Johnston, ancien entraîneur de Liverpool.

### Cartons rouges et fair-play

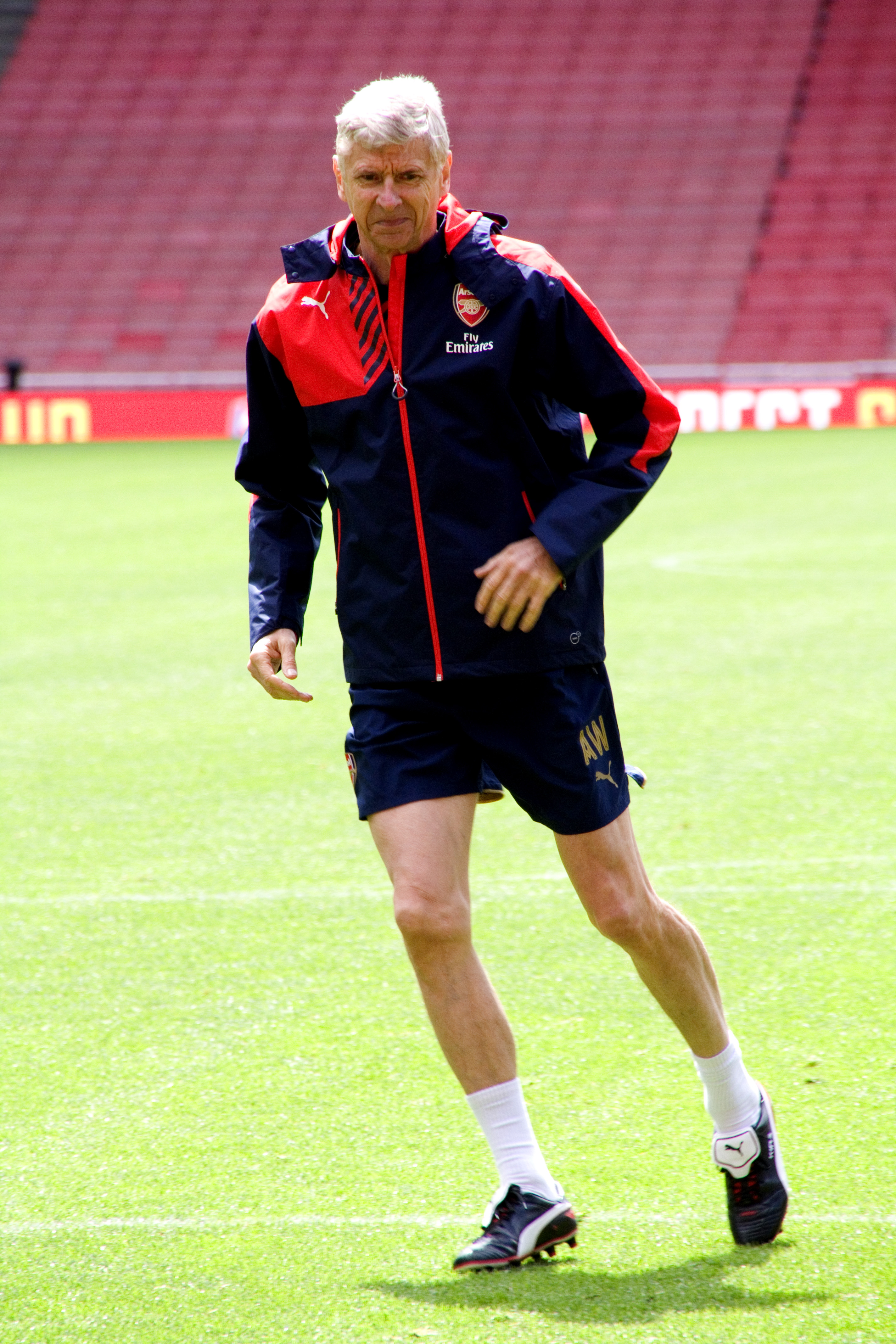
Arsène Wenger (2015).

Les Gunners de Wenger ont, entre septembre 1996 et octobre 2010, reçu 80 cartons rouges. Wenger essaye souvent de défendre ses joueurs, impliqués dans des incidents controversés sur le terrain, en disant qu'il n'a pas vu l'incident, ce qui est une option utile dit-il au moment où il n'y a pas d'explication rationnelle pour se défendre,.
Cependant, en 2004 et en 2005, Arsenal termine premier du classement du fair-play de la ligue et deuxième en 2006,,. Jusqu'en 2009, ils sont à chaque fois dans les quatre premiers, avant de remporter une nouvelle fois en 2010 la fair-play League table,,.
Le 13 mai 1999, en huitième de finale de la FA Cup, le gardien de but de Sheffield United envoie le ballon en touche pour permettre à un de ses coéquipiers de se faire soigner. Ray Parlour effectue la touche pour rendre la balle à son adversaire, mais son partenaire Nwankwo Kanu, récupère le ballon, centre pour Marc Overmars qui n’a plus qu’à marquer. Le but est validé mais a le don d’exaspérer les joueurs de Sheffield United, à la suite de cela Arsenal l’emporte 2-1. Frustré par cette victoire qu’il juge malhonnête, Arsène Wenger demande à rejouer le match « Je tente de réparer un accident », se justifie-t-il à la fin du match. Dix jours plus tard, le match est rejoué et Arsenal l’emporte de nouveau sur le score 2-1 mais cette fois sans aucune contestation possible. Plus tard, l'UEFA lui remettra le prix du fair-play pour son geste sportif,.

### Amendes
Les relations de Wenger avec les autres entraîneurs et les arbitres n'ont pas toujours été au beau fixe. Wenger a une rivalité avec l'entraîneur de Manchester United, Sir Alex Ferguson, depuis 1997. En octobre 2004, les Red Devils mettent fin à la série de 49 matchs sans la moindre défaite, en Premier League des Gunners, en remportant une rencontre sur le score de 2-0 qui sera surnommée plus tard the battle of the buffet, la bataille du buffet. Après le coup de sifflet final, les deux équipes se battent dans le tunnel menant aux vestiaires. Dans la confusion, Ferguson reçoit une part de pizza en pleine figure. À la suite d'une interview télévisée, Wenger écope d'une amende de 15 000 £ (environ 17 500 €), pour avoir insulté Ruud van Nistelrooy, l'ayant traité de tricheur.
Entre octobre et novembre 2005, Wenger est impliqué dans une guerre verbale avec l'entraîneur de Chelsea, José Mourinho. Mourinho accuse Wenger d'avoir une « obsession professionnelle » avec Chelsea et le qualifie de « voyeur »,. Mourinho dit même, « Il est inquiet à propos de nous, il parle toujours de nous - c'est Chelsea, Chelsea, Chelsea, Chelsea. ». Wenger répond à Mourinho en lui faisant remarquer qu'il ne faisait que répondre aux questions des journalistes à propos de Chelsea, et décrit l'attitude de Mourinho comme irrespectueuse. Peu de temps après, Mourinho présente des excuses, en précisant qu'il regrettait de l'avoir traité de « voyeur ». Wenger acceptera par la suite ces excuses.
En août 2000, il a été accusé de « comportement menaçant et d'intimidation physique » à l'égard du quatrième arbitre Paul Taylor (en), après la défaite 1-0 d'Arsenal face à Sunderland. À la suite de cet événement, il est passible de 12 matchs de suspension de banc de touche et d'une amende équivalente à quatre semaines de salaire. Mais il n'écope finalement que d'une amende de 10 000 £ (environ 12 000 €). Lors de l'édition 2007 de la coupe de la Ligue, il traite un juge de ligne de menteur. Peu de temps après, il est sanctionné par une amende de 2 500 £ (environ 3 000 €) et une mise en garde. En mars 2011, Wenger critique fortement l'arbitrage effectué par Massimo Busacca, après la défaite des siens face au FC Barcelone, en ligue des champions. Outre une amende de 10 000 €, il est suspendu d'un match de compétition européenne.
Insulté par les supporters de Manchester United lors de la défaite d'Arsenal contre les Red Devils le 29 août 2009 (1-2), Arsène Wenger reçoit le soutien de Sir Alex Ferguson qui se fend d'une lettre ouverte aux supporters mancuniens, leur demandant de mettre fin à leurs chants haineux contre son collègue. « Assieds-toi, pédophile ! », avait scandé une frange du public d'Old Trafford, en rapport avec la volonté de Wenger de miser sur la formation de jeunes joueurs talentueux.
Le 5 janvier 2018, la Football Association annonce une suspension de banc de touche de trois matches ainsi qu'une amende de 40 000 £ à l'encontre d'Arsène Wenger. Cette annonce fait suite à une audition à l'Independent Regulatory Commission, durant laquelle Arsène Wenger a reconnu que son langage et son comportement dans le vestiaire des arbitres à l'issue du match opposant Arsenal à West Bromwich le 31 décembre 2017 était abusive, inadéquate et remettait en question l'intégrité de l'arbitre principal.

### Publication de son autobiographie

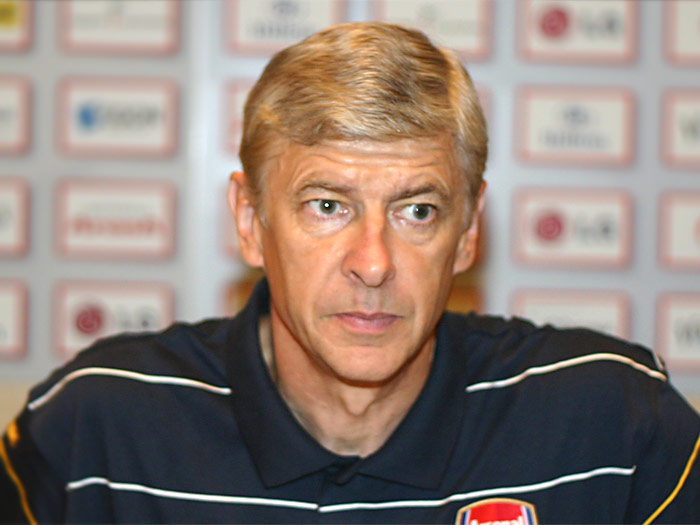
Arsène Wenger (1999).

Début octobre 2020, Arsène Wenger publie un livre, Ma vie en rouge et blanc, aux éditions Jean-Claude Lattès (le titre du livre vient du fait qu'il n'a entraîné que des clubs dont les couleurs du maillot étaient rouge et blanc). Il y raconte son enfance en Alsace et sa passionnante vie d'entraîneur, particulièrement à Arsenal, où il a passé vingt-deux ans. Ce livre marque, selon lui, l'officialisation de sa fin de carrière d'entraîneur : « Écrire ce livre, cela a aussi été une manière de dire: mon métier d'entraîneur est fini. C'est pour cela que je refusais avant. Vieillir, c'est une affaire de mauviette ».
Au cours d'une interview donnée à L'Équipe dans le cadre de la promotion de la sortie du livre, il révèle qu'il aurait pu signer à la Juventus, au Real Madrid, au Bayern, au PSG ou en équipe de France mais qu'il est toujours resté fidèle à Arsenal et il ressent la fierté « d'avoir servi mon club jusqu'au bout, en étant allé jusqu'au bout du projet (...) Je ne suis pas sûr que j'aurais pu exercer ce métier de la même manière au Real Madrid ». Il révèle aussi qu'il a refusé l'Olympique lyonnais en mai 2019, moins d'un an après son départ d'Arsenal. « Aujourd'hui, je me demande si je n'ai pas eu tort de ne pas prendre Lyon quand on me l'a proposé. Je n'étais pas prêt. Cela me semblait trop tôt pour replonger. Je n'avais pas fait le deuil totalement ».

## Hommages, distinctions et palmarès

### Hommages et distinctions

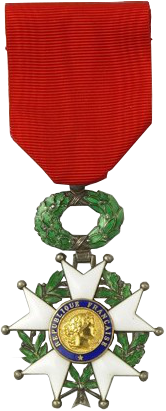
Wenger est fait chevalier de la Légion d’honneur en 2002.

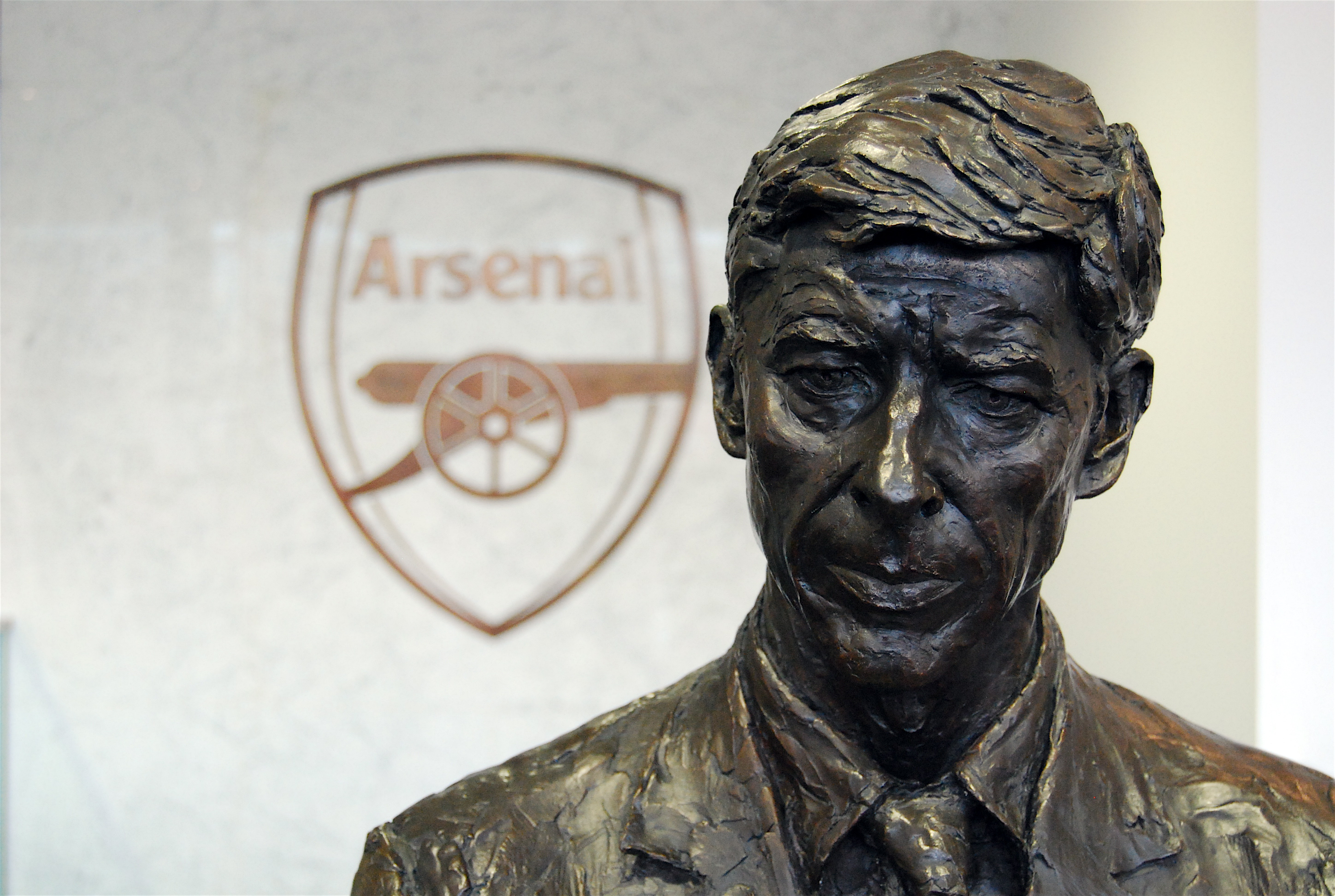
Wenger possède une statue à son effigie à l'Emirates Stadium depuis 2007.

En 2001, David Dein, alors vice-président de la Fédération anglaise de football décrit Wenger ainsi : « Arsène est un faiseur de miracle. Il a révolutionné le club, il a transformé des joueurs en des joueurs de classe mondiale. Depuis qu'il est ici, nous avons vu le football d'une autre planète. ». D'autres personnes travaillant dans le monde du football, ont exprimé le même sentiment, plus particulièrement Alex Ferguson, Pep Guardiola, Patrick Vieira, qui le décrivent comme un « super entraîneur ». Graham Taylor, ancien entraîneur de Watford, a salué la grande contribution de Wenger au football anglais.
Il obtient le prix du meilleur entraîneur de Division 1 aux Oscars du football en 1988 alors qu'il est à l'AS Monaco. Le onze d'or le nomme quatre fois entraîneur de l'année, en 2000, 2002, 2003 et 2004. Au cours de sa carrière d'entraîneur Wenger est élu une fois entraîneur de l'année dans le championnat japonais, et trois fois dans le championnat anglais. Wenger est intronisé au Temple de la renommée du football anglais en 2006. En 2008, France Football, le nomme meilleur entraîneur français. En janvier 2011, il est élu meilleur entraîneur de la décennie 2001-2010, par l'IFFHS avec un total de 156 points, devant Alex Ferguson et José Mourinho. Le 18 février 2019, il a été récompensé pour l'ensemble de sa carrière lors des Laureus World Sports Awards.
Arsène Wenger est fait chevalier de la Légion d'honneur, en 2002 à l'occasion des cérémonies du 14 juillet. Un an plus tard, il est promu officier de l'ordre de l'Empire britannique avec Gérard Houllier, par l'ancien ministre des Affaires étrangères, Jack Straw. En 2018, il est décoré des insignes de commandeur de l'ordre de la Rédemption africaine, remis par le président de la république du Liberia George Weah. En 2020, il est élevé au rang d'officier de la Légion d'honneur.
Arsène Wenger possède à l'Emirates Stadium une statue en bronze depuis le 18 octobre 2007. Le 21 novembre 2007, l'astronome Ian P. Griffin nomme un astéroïde « (33179) Arsènewenger » en l'hommage de tous les titres que Wenger a apporté à son club de cœur.
Le stade municipal du village de Duppigheim, voisin du village de Duttlenheim où il a grandi, porte son nom.

### Palmarès

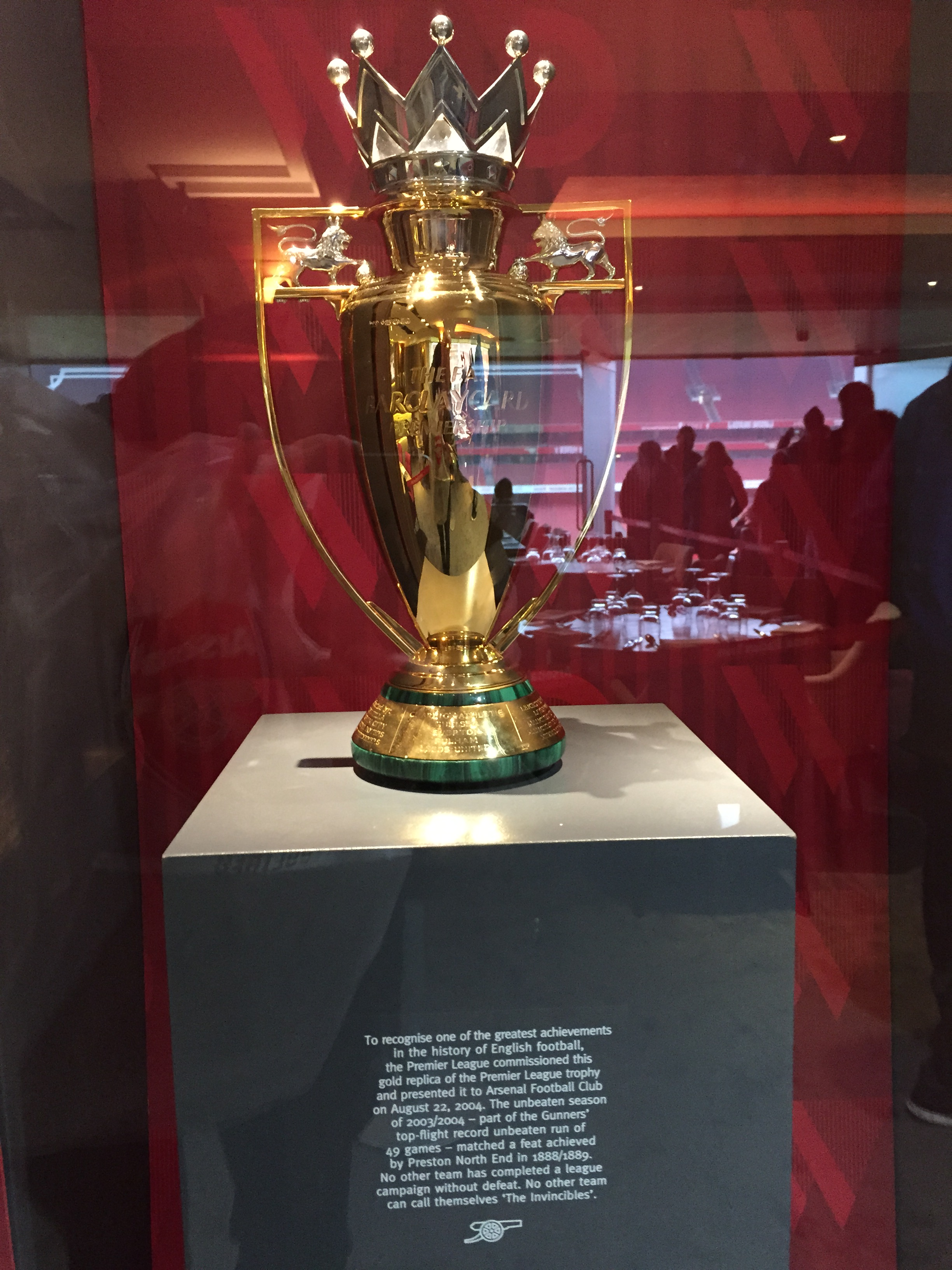
La Premier League a commandé un trophée d'or pour commémorer la réussite d'Arsenal en remportant le Championnat d'Angleterre de football 2003-2004 sans défaite. La direction du club a offert à Wenger ce trophée comme cadeau de départ après son dernier match à domicile en tant qu'entraîneur le 6 mai 2018.

#### En tant que joueur
- AS Mutzig
  - Coupe d'Alsace
    - Vainqueur : 1971

- ASVP Strasbourg
  - Coupe d'Alsace
    - Vainqueur : 1977

  - Division d'Honneur
    - Champion : 1977

- RC Strasbourg
  - Division 1
    - Champion : 1979

  - Coupe d'Alsace (réserve)
    - Vainqueur : 1980

#### En tant qu'entraîneur
- AS Monaco
  - Division 1
    - Champion : 1988

  - Coupe de France
    - Vainqueur : 1991

  - Coupe d'Europe des vainqueurs de coupes
    - Finaliste : 1992

- Nagoya Grampus
  - Coupe de l'Empereur
    - Vainqueur : 1995

  - Supercoupe du Japon
    - Champion : 1996

- Arsenal[180]
  - Premier League
    - Champion : 1998, 2002 et 2004

  - Coupe d'Angleterre
    - Vainqueur : 1998, 2002, 2003, 2005, 2014, 2015 et 2017

  - Community Shield
    - Vainqueur : 1998, 1999, 2002, 2004, 2014, 2015 et 2017

  - Ligue des champions
    - Finaliste : 2006

  - Coupe de l'UEFA
    - Finaliste : 2000

## En dehors des terrains

### Consultant
Arsène Wenger a été consultant pour TF1 et commentateur pour suivre les matches de 2004 à 2014. Il formait un trio avec Christian Jeanpierre et Bixente Lizarazu, lors des matchs de football diffusés sur TF1. Il est aussi consultant, pour Al-Jazira, depuis la Coupe du monde 2006, et pour Eurosport, où il tient un blog. Il a également été consultant pour Bein Sports pendant l'Euro 2016 en France. Lors de la Coupe du monde de football de 2018 ainsi que le Championnat d'Europe de football 2020 disputé en 2021 toujours pour BeIn Sports.

### Prises de position

#### Principes de gestion et fair-play financier

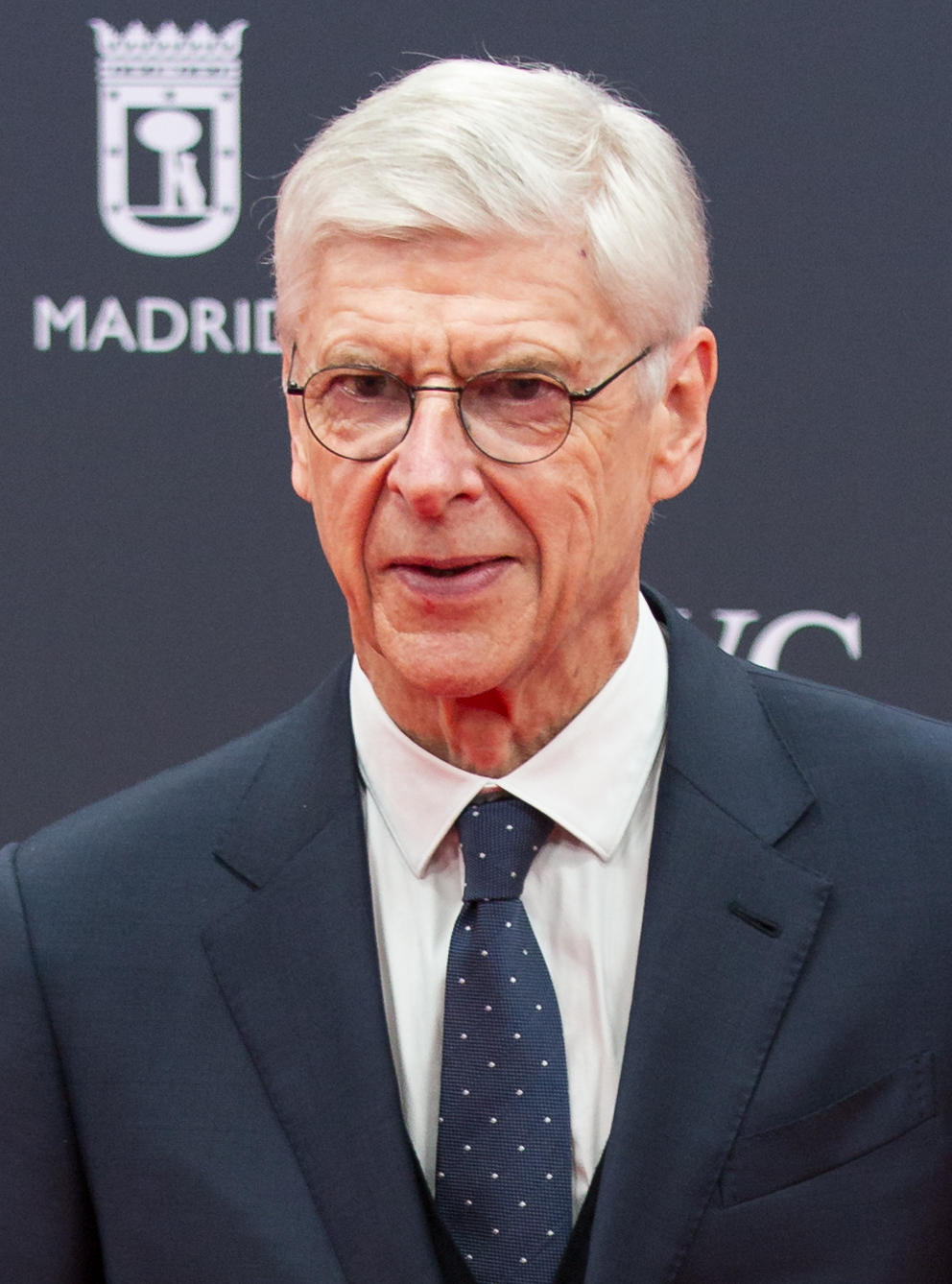
Arsène Wenger lors du Laureus World Sports Awards (2024).

Arsène Wenger est réputé pour la qualité de sa gestion, en particulier à Arsenal qui est devenu sous sa direction un des clubs les plus riches du monde et l'un des rares à dégager des bénéfices.
Cette rigueur financière et le financement de l'Emirates Stadium sur fonds propres, ayant nécessité de réduire le budget consacré aux salaires et au recrutement, lui ont parfois été reprochés.
Il a cependant toujours vu d'un bon œil le fair-play financier, dont il pense qu'il peut rétablir une forme d'équité entre les clubs aux finances saines, ayant le souci d'équilibrer leur budget pour assurer leur indépendance, et les clubs dispendieux dont le Chelsea de Roman Abramovitch fut l'un des exemples en Premier League. Il appelle à appliquer fermement les règles et souhaite que des sanctions sportives soient prises plutôt que financières.
Concernant l'UEFA, il perd néanmoins toute illusion sur le sujet : « Le fair-play financier n’existe plus. J’ai vu des signes annonciateurs de ce changement provenant de l’UEFA depuis déjà un petit moment. L’UEFA a eu peur d’une contestation du dispositif par les clubs sanctionnés devant la justice civile. Du coup, elle a décidé de procéder à un premier allègement des règles ».
Face à cette constatation, il souhaite aujourd'hui un assouplissement du fair-play financier afin de favoriser l'investissement ainsi que la concurrence des gros clubs historiques, qui bénéficient d'une forme de rente, par les clubs émergents. Cet assouplissement s'accompagnerait de mesures complémentaires, comme la limitation du nombre de prêts de joueurs à 5 par effectif, car il estime que la multiplication des prêts revient à contourner le fair-play financier. Il s'oppose par ailleurs à un plafond salarial individuel, qui n'a pas grand sens tout seul, mais souhaite une limitation stricte de la part du budget d'un club dédiée à la masse salariale des joueurs, par exemple à 50%.
Il défend également l'instauration d'une Direction nationale du contrôle de gestion (DNCG) mondiale afin de pouvoir contrôler la gestion de façon rigoureuse et vérifier la provenance des capitaux, doublée de la création d'un « Tracfin du foot » pour surveiller et tracer les commissions liées aux transferts de joueurs, plafonner les commissions d'agents et réintroduire la licence d'agent pour éviter la multiplication des intermédiaires, le tout accompagné de diverses mesures comme l'obligation pour les clubs de cotiser à un fonds de solidarité en cas de crise, la fermeture du marché des transferts avant la reprise des compétitions, la suppression du mercato hivernal et la fin de la tierce propriété des joueurs.

### Vie personnelle

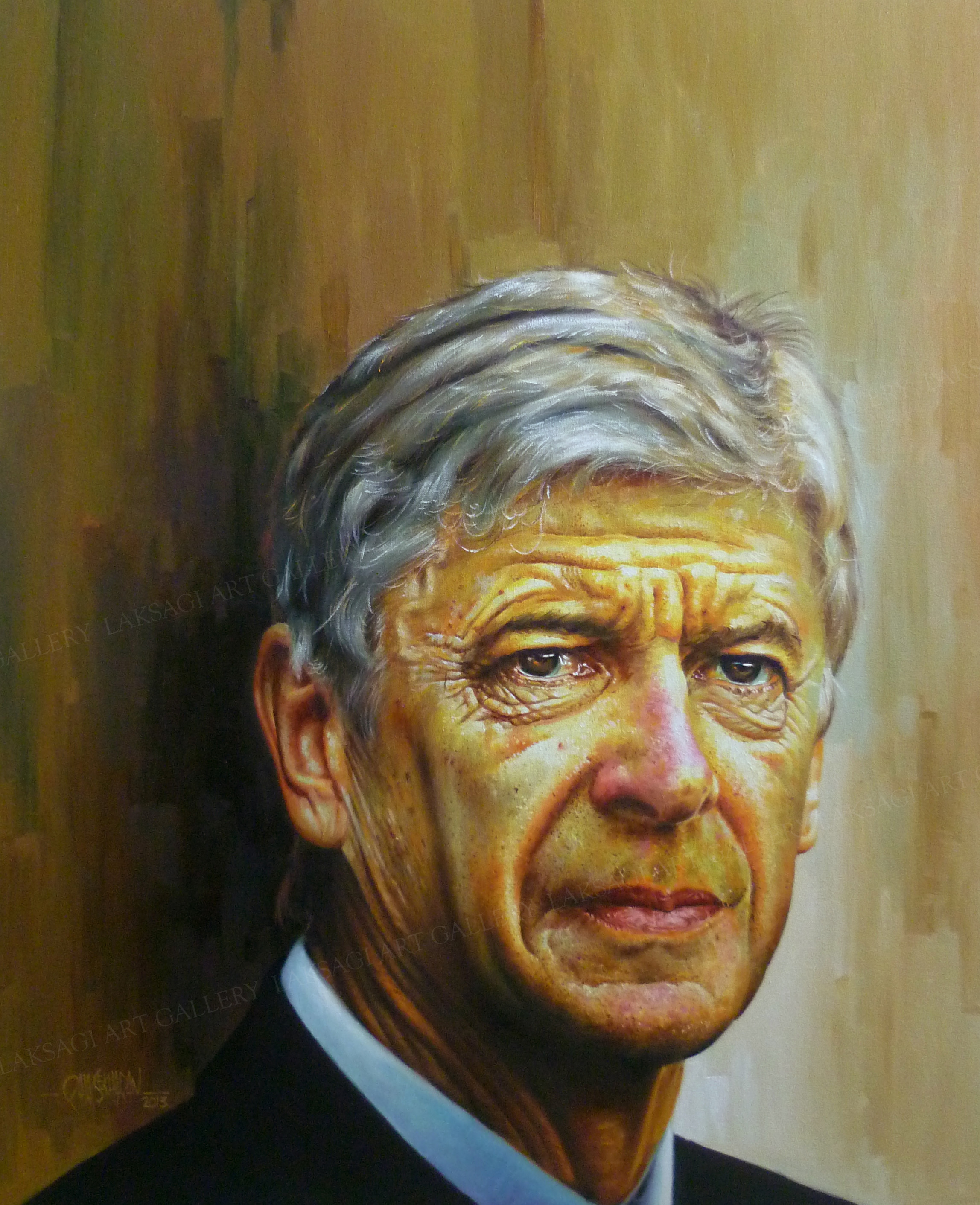
Portrait d'Arsène Wenger.

Arsène Wenger a été marié à l'ancienne basketteuse Annie Brosterhous, avec laquelle il a une fille, Léa, née en 1997. Ils ont divorcé en 2015, mais restent proches et vivent à quelques centaines de mètres l'un de l'autre dans le quartier de Totteridge, à Londres.
Il est polyglotte et parle français, anglais, allemand, espagnol, italien et japonais. Il parle également couramment l'alsacien qui est sa langue natale (il n'a appris le français qu'à 6 ans) et est un défenseur de la reconnaissance de la Charte européenne des langues minoritaires.
Wenger est supporter du RC Strasbourg pour lequel il exprime clairement son soutien, et affirme suivre les résultats du club, même en Angleterre et alors que le club était au plus bas niveau de son histoire.
Il est également un supporter fidèle du Paris Saint-Germain. Interrogé par BeIn Sports sur la situation d'Unai Emery, il déclare : « J’ai toujours été proche du PSG, j’ai toujours supporté le PSG ».

## Statistiques de joueur et d'entraîneur

### Statistiques de joueur
Le tableau suivant récapitule les statistiques d'Arsène Wenger durant sa carrière, sous statut professionnel,.
| Saison                | Club                  | Championnat           | Championnat | Championnat | Coupe(s) nationale(s) | Coupe(s) nationale(s) | Compétition(s) continentale(s) | Compétition(s) continentale(s) | Compétition(s) continentale(s) | Total | Total |
| Saison                | Club                  | Division              | M.          | B.          | M.                    | B.                    | Comp.                          | M.                             | B.                             | M.    | B.    |
| 1973-1974             | FC Mulhouse           | D2                    | 25          | 2           | 0                     | 0                     | -                              | -                              | -                              | 25    | 2     |
| 1974-1975             | FC Mulhouse           | D2                    | 31          | 2           | 0                     | 0                     | -                              | -                              | -                              | 31    | 2     |
| Sous-total            | Sous-total            | Sous-total            | 56          | 4           | 0                     | 0                     | -                              | -                              | -                              | 56    | 4     |
| 1978-1979             | RC Strasbourg         | D1                    | 2           | 0           | 0                     | 0                     | C3                             | 1                              | 0                              | 3     | 0     |
| 1979-1980             | RC Strasbourg         | D1                    | 1           | 0           | 0                     | 0                     | C1                             | 0                              | 0                              | 1     | 0     |
| 1980-1981             | RC Strasbourg         | D1                    | 8           | 0           | 1                     | 0                     | -                              | -                              | -                              | 9     | 0     |
| Sous-total            | Sous-total            | Sous-total            | 11          | 0           | 1                     | 0                     | -                              | 1                              | 0                              | 13    | 0     |
| Total sur la carrière | Total sur la carrière | Total sur la carrière | 67          | 4           | 1                     | 0                     | -                              | 1                              | 0                              | 69    | 4     |

### Statistiques d'entraîneur
À la suite du départ d'Alex Ferguson de Manchester United, en mai 2013, Wenger devient le manager de Premier League en exercice avec la plus grande longévité, plus de 21 ans sur le banc des Gunners. Il est actuellement le 47e manager ayant la plus grande longévité au sein d'un club britannique, avec 21 saisons à son actif avec Arsenal.
Le tableau suivant récapitule les statistiques d'Arsène Wenger durant sa carrière d'entraîneur.
| Saison                | Club                  | Championnat           | Championnat | Championnat | Championnat | Championnat | Coupes nationales | Coupes nationales | Coupes nationales | Coupes nationales | Coupes continentales | Coupes continentales | Coupes continentales | Coupes continentales | Coupes continentales | Supercoupe | Supercoupe | Supercoupe | Supercoupe | Total  | Total | Total | Total |
| Saison                | Club                  | Division              | Matchs      | V           | N           | D           | Matchs            | V                 | N                 | D                 | Type                 | Matchs               | V                    | N                    | D                    | Matchs     | V          | N          | D          | Matchs | V     | N     | D     |
| --------------------- | --------------------- | --------------------- | ----------- | ----------- | ----------- | ----------- | ----------------- | ----------------- | ----------------- | ----------------- | -------------------- | -------------------- | -------------------- | -------------------- | -------------------- | ---------- | ---------- | ---------- | ---------- | ------ | ----- | ----- | ----- |
| 1984-1985             | AS Nancy-Lorraine     | 1                     | 38          | 12          | 10          | 16          | 5                 | 4                 | 0                 | 1                 | -                    | -                    | -                    | -                    | -                    | -          | -          | -          | -          | 43     | 16    | 10    | 17    |
| 1985-1986             | AS Nancy-Lorraine     | 1                     | 38          | 13          | 7           | 18          | 3                 | 1                 | 0                 | 2                 | -                    | -                    | -                    | -                    | -                    | -          | -          | -          | -          | 41     | 14    | 7     | 20    |
| 1986-1987             | AS Nancy-Lorraine     | 1                     | 38          | 8           | 13          | 17          | 1                 | 0                 | 0                 | 1                 | -                    | -                    | -                    | -                    | -                    | -          | -          | -          | -          | 39     | 8     | 13    | 18    |
| 1987-1988             | AS Monaco             | 1                     | 38          | 20          | 12          | 6           | 3                 | 1                 | 1                 | 1                 | -                    | -                    | -                    | -                    | -                    | -          | -          | -          | -          | 41     | 21    | 13    | 7     |
| 1988-1989             | AS Monaco             | 1                     | 38          | 18          | 14          | 6           | 10                | 4                 | 5                 | 1                 | C1                   | 6                    | 2                    | 1                    | 3                    | -          | -          | -          | -          | 54     | 24    | 20    | 10    |
| 1989-1990             | AS Monaco             | 1                     | 38          | 15          | 16          | 7           | 1                 | 0                 | 0                 | 1                 | C2                   | 8                    | 1                    | 6                    | 1                    | -          | -          | -          | -          | 47     | 16    | 22    | 9     |
| 1990-1991             | AS Monaco             | 1                     | 38          | 20          | 11          | 7           | 6                 | 6                 | 0                 | 0                 | C3                   | 6                    | 3                    | 1                    | 2                    | -          | -          | -          | -          | 50     | 29    | 12    | 9     |
| 1991-1992             | AS Monaco             | 1                     | 38          | 22          | 8           | 8           | 5                 | 3                 | 2                 | 0                 | C2                   | 9                    | 5                    | 3                    | 1                    | -          | -          | -          | -          | 52     | 30    | 13    | 9     |
| 1992-1993             | AS Monaco             | 1                     | 38          | 21          | 9           | 8           | 3                 | 1                 | 1                 | 1                 | C2                   | 4                    | 1                    | 2                    | 1                    | -          | -          | -          | -          | 45     | 23    | 12    | 10    |
| 1993-1994             | AS Monaco             | 1                     | 38          | 14          | 13          | 11          | 3                 | 2                 | 1                 | 0                 | C1                   | 11                   | 5                    | 2                    | 4                    | -          | -          | -          | -          | 52     | 21    | 16    | 15    |
| 1994-1995             | AS Monaco             | 1                     | 9           | 2           | 2           | 5           | 0                 | 0                 | 0                 | 0                 | -                    | -                    | -                    | -                    | -                    | -          | -          | -          | -          | 9      | 2     | 2     | 5     |
| 1995                  | Nagoya Grampus Eight  | 1                     | 52          | 29          | 4           | 19          | 0                 | 0                 | 0                 | 0                 | -                    | -                    | -                    | -                    | -                    | -          | -          | -          | -          | 52     | 29    | 4     | 19    |
| 1996                  | Nagoya Grampus Eight  | 1                     | 21          | 15          | 0           | 6           | 15                | 3                 | 4                 | 8                 | AFC                  | -                    | -                    | -                    | -                    | -          | -          | -          | -          | 36     | 18    | 4     | 14    |
| 1996-1997             | Arsenal FC            | 1                     | 30          | 14          | 9           | 7           | 6                 | 2                 | 2                 | 2                 | C3                   | 0                    | 0                    | 0                    | 0                    | -          | -          | -          | -          | 36     | 16    | 11    | 9     |
| 1997-1998             | Arsenal FC            | 1                     | 38          | 23          | 9           | 6           | 14                | 8                 | 5                 | 1                 | C3                   | 2                    | 0                    | 1                    | 1                    | -          | -          | -          | -          | 54     | 31    | 15    | 8     |
| 1998-1999             | Arsenal FC            | 1                     | 38          | 22          | 12          | 4           | 9                 | 6                 | 1                 | 2                 | C1                   | 6                    | 2                    | 2                    | 2                    | 1          | 1          | 0          | 0          | 54     | 31    | 15    | 8     |
| 1999-2000             | Arsenal FC            | 1                     | 38          | 22          | 7           | 9           | 5                 | 2                 | 3                 | 0                 | C1+C3                | 15                   | 8                    | 4                    | 3                    | 1          | 1          | 0          | 0          | 59     | 33    | 14    | 12    |
| 2000-2001             | Arsenal FC            | 1                     | 38          | 20          | 10          | 8           | 7                 | 5                 | 0                 | 2                 | C1                   | 14                   | 7                    | 3                    | 4                    | -          | -          | -          | -          | 59     | 32    | 13    | 14    |
| 2001-2002             | Arsenal FC            | 1                     | 38          | 26          | 9           | 3           | 10                | 8                 | 1                 | 1                 | C1                   | 12                   | 5                    | 1                    | 6                    | -          | -          | -          | -          | 60     | 39    | 11    | 10    |
| 2002-2003             | Arsenal FC            | 1                     | 38          | 23          | 9           | 6           | 8                 | 6                 | 1                 | 1                 | C1                   | 12                   | 4                    | 5                    | 3                    | 1          | 1          | 0          | 0          | 59     | 34    | 15    | 10    |
| 2003-2004             | Arsenal FC            | 1                     | 38          | 26          | 12          | 0           | 10                | 6                 | 1                 | 3                 | C1                   | 10                   | 5                    | 2                    | 3                    | 1          | 0          | 1          | 0          | 59     | 37    | 16    | 6     |
| 2004-2005             | Arsenal FC            | 1                     | 38          | 25          | 8           | 5           | 10                | 6                 | 3                 | 1                 | C1                   | 8                    | 3                    | 4                    | 1                    | 1          | 1          | 0          | 0          | 57     | 35    | 15    | 7     |
| 2005-2006             | Arsenal FC            | 1                     | 38          | 20          | 7           | 11          | 7                 | 4                 | 1                 | 2                 | C1                   | 13                   | 8                    | 4                    | 1                    | 1          | 0          | 0          | 1          | 59     | 32    | 12    | 15    |
| 2006-2007             | Arsenal FC            | 1                     | 38          | 19          | 11          | 8           | 11                | 6                 | 3                 | 2                 | C1                   | 10                   | 5                    | 3                    | 2                    | -          | -          | -          | -          | 59     | 30    | 17    | 12    |
| 2007-2008             | Arsenal FC            | 1                     | 38          | 24          | 11          | 3           | 8                 | 5                 | 1                 | 2                 | C1                   | 12                   | 7                    | 3                    | 2                    | -          | -          | -          | -          | 58     | 36    | 15    | 7     |
| 2008-2009             | Arsenal FC            | 1                     | 38          | 20          | 12          | 6           | 9                 | 6                 | 1                 | 2                 | C1                   | 14                   | 7                    | 3                    | 4                    | -          | -          | -          | -          | 61     | 33    | 16    | 12    |
| 2009-2010             | Arsenal FC            | 1                     | 38          | 23          | 6           | 9           | 5                 | 3                 | 0                 | 2                 | C1                   | 12                   | 7                    | 2                    | 3                    | -          | -          | -          | -          | 55     | 33    | 8     | 14    |
| 2010-2011             | Arsenal FC            | 1                     | 38          | 19          | 11          | 8           | 12                | 7                 | 2                 | 3                 | C1                   | 8                    | 5                    | 0                    | 3                    | -          | -          | -          | -          | 58     | 31    | 13    | 14    |
| 2011-2012             | Arsenal FC            | 1                     | 38          | 21          | 7           | 10          | 6                 | 4                 | 0                 | 2                 | C1                   | 10                   | 6                    | 2                    | 2                    | -          | -          | -          | -          | 54     | 31    | 9     | 14    |
| 2012-2013             | Arsenal FC            | 1                     | 38          | 21          | 10          | 7           | 7                 | 4                 | 2                 | 1                 | C1                   | 8                    | 4                    | 1                    | 3                    | -          | -          | -          | -          | 53     | 29    | 13    | 11    |
| 2013-2014             | Arsenal FC            | 1                     | 38          | 24          | 7           | 7           | 8                 | 5                 | 2                 | 1                 | C1                   | 10                   | 6                    | 1                    | 3                    | -          | -          | -          | -          | 56     | 35    | 10    | 11    |
| 2014-2015             | Arsenal FC            | 1                     | 38          | 22          | 9           | 7           | 7                 | 6                 | 0                 | 1                 | C1                   | 10                   | 6                    | 2                    | 2                    | 1          | 1          | 0          | 0          | 56     | 35    | 11    | 10    |
| 2015-2016             | Arsenal FC            | 1                     | 38          | 20          | 11          | 7           | 7                 | 4                 | 1                 | 2                 | C1                   | 8                    | 3                    | 0                    | 5                    | 1          | 1          | 0          | 0          | 54     | 28    | 12    | 14    |
| 2016-2017             | Arsenal FC            | 1                     | 38          | 23          | 6           | 9           | 9                 | 8                 | 0                 | 1                 | C1                   | 8                    | 4                    | 2                    | 2                    | -          | -          | -          | -          | 55     | 35    | 8     | 12    |
| 2017-2018             | Arsenal FC            | 1                     | 38          | 19          | 6           | 13          | 7                 | 4                 | 1                 | 2                 | C3                   | 14                   | 8                    | 3                    | 3                    | 1          | 0          | 1          | 0          | 60     | 31    | 11    | 18    |
| Total sur la carrière | Total sur la carrière | Total sur la carrière | 1290        | 685         | 318         | 287         | 237               | 140               | 45                | 52                | -                    | 260                  | 127                  | 63                   | 70                   | 9          | 6          | 2          | 1          | 1796   | 958   | 428   | 410   |

## Statistiques détaillées
| AS Nancy-Lorraine    | 1er juillet 1984 | 1er juillet 1987  | 123  | 38  | 30  | 55  | 30,9 |
| AS Monaco            | 1er juillet 1987 | 17 septembre 1994 | 350  | 166 | 110 | 74  | 47,4 |
| Nagoya Grampus Eight | 9 décembre 1994  | 1er juillet 1996  | 88   | 47  | 8   | 33  | 53,4 |
| Arsenal FC           | 1er octobre 1996 | 13 mai 2018       | 1235 | 707 | 280 | 248 | 57,2 |
| Total                | Total            | Total             | 1796 | 958 | 428 | 410 | 53,3 |

## Publications
- 20 ans dans les coulisses d'Arsenal, Paris, éd. Talent Sport, 2019.
- Ma vie en rouge et blanc, Paris, éd. JC Lattès, 2020[202].